# 西道利
西道利（Sidhauli），是印度北方邦Sitapur县的一个城镇。总人口19536（2001年）。

## 人口
该地2001年总人口19536人，其中男性10339人，女性9197人；0—6岁人口3080人，其中男1572人，女1508人；识字率63.59%，其中男性为70.44%，女性为55.88%。